# リビングソーシャル
リビングソーシャル(LivingSocial) はクーポン共同購入サイト 。かつてワシントンに本社を置いていたリビングソーシャルは、2013年に世界中で約7000万人の会員を抱えていた 。同社は2011年のピーク時の4500人の社員から2016年には約200人まで縮小した。

## 歴史
リビングソーシャルはレボリューション・ヘルス・グループの4人の従業員によって2007年に「Hungry Machine」として設立された。 同社の最初の主なアプリケーションはFacebook上の仮想本棚アプリで、ユーザーはお気に入りの書籍をカタログ化して友達と共有することができた。 その後、同社はPickYourFiveやその他の投票アプリをリリースしたことで、リビングソーシャルはページビューで測定したFacebook上のナンバーワンのアプリ開発者となった。 2009年にBuyYourFriendADrink.comを買収した後、リビングソーシャルはデイリー・ディールサイトを立ち上げ最も成長したベンチャーとなった

リビングソーシャルが8億ドルの資金を調達し、時価総額は4500億円に達すると報じられた。2011年の同社の売上高は2億3800万ドルだったが、4億9900万ドルの損失を出した 。2012年にグルーポンに対する同様の訴訟の後、取引の満了に関してリビングソーシャルに対して集団訴訟が提起された。 2012年11月に暫定和解に達した。
2012年、コロンビア特別区政府はワシントンDCでオフィスを開設し、労働者を雇用するための多数の税制優遇措置とインセンティブを提供した。 しかし、1年後、同社は従業員のレイオフを開始したことや以前に購入したオフィスを又貸しするようになったため、減税を受けるための必要な規模には達しなかった。 また、デイリー・ディールからウェブサイトやモバイルアプリへ焦点を変更したと発表した 。
2013年4月26日、リビングソーシャルのデータベースがハッキングされ5000万人の登録ユーザーに影響したと発表された。発表では、クレジットカード情報は別のデータベースに保存されており、影響はないとしながらも、同社によって前もって暗号化されていたパスワードを含むユーザー情報が流出したと述べた 。2013年5月1日、コネチカット州とメリーランド州の司法長官が共同でリビングソーシャルに事件に関する追加情報及び企業の情報管理方針と手続きに関する詳細な情報の提供を要求する書簡を送った。
2013年11月、リビングソーシャルのウェブサイトがデータベースエラーの後48時間近くに渡ってダウンした。
2014年に400人の社員をレイオフにし 、2015年には200人レイオフしたことで 社員数は約800人になり、2011年のピークの4500人から減った 。2016年には残っている社員の半数をレイオフにした。
ワシントンポスト紙はリビングソーシャルの成長とそれに続く下降はAOLに類似しており、多くのレイオフまたは退職した社員がワシントンD.C.のリビングソーシャルがある市に新たなテクノロジー企業を設立したと報じた 。レイオフの後で、ワシントン・ビジネスジャーナルは企業が新レストランプログラムに「命運を賭けている」と報じた。

### リーダシップ
設立以来、リビングソーシャルは多くの指導者層が変わっている。 2012年3月には、共同創業者のエディ・フレデリックが社長と取締役会を辞任した。1年後の2013年3月、共同創業者で最高情報責任者のアーロン・バタリオンが辞任した。 最近では、2014年1月にティム・オショーネシーCEOが辞任を宣言し、後任が決まるまではCEO職に留まると発表した。 2014年7月には、eBayのShopping.comのCEO、ガウタム・タッカーがCEOの地位を引き継ぐことが発表された。

### 買収
- 2010年10月、リビングソーシャルは、リビングソーシャル・エスケープとリビングソーシャル・アドベンチャーの立ち上げにつながるソーシャルアドベンチャー企業Urban Escapesの買収を発表した
[26]。
- 2010年11月、リビングソーシャルはオーストラリアのソーシャルショッピングサイトJump On Itに500万ドルの支配権を購入した。2012年3月リビングソーシャルはJump On itを4000万ドルで買収した[27]。
- 2011年1月、リビングソーシャルは現在、スペイン、イタリア、ポルトガル、アルゼンチン、ウルグアイ、チリ、コロンビア、メキシコで事業を行っているLetsBonusの株式の大半を取得した。 2009年9月にバルセロナで開設されたLetsBonusは、ヨーロッパ、特にスペイン市場での共同購入サービスの早期運営者だった[28]。 2015年にリビングソーシャルはLetsBonusを売却した[29]。
- 2011年3月、リビングソーシャルはルビーオンレイルズのコンサルタントであるInfoEtherを買収した[30] 。ルビーオンレイルズは、リビングソーシャルが動作するフレームワークである[31]。
- 2011年6月には、ドバイを拠点とするアラブのデイリー・ディールサイト「GoNabi」がリビングソーシャルによって買収された。 GoNabitはアラブ首長国連邦、エジプト、レバノン、ヨルダンなどで営業しており、2010〜2011年に消費者は500万ドル以上節約したと主張している。共同購入サイトは、通常は割引を提供するために企業と契約し、売上の一部を得る。
- 2011年6月、リビングソーシャルは、インドネシアでデイリー・ディールを提供するDealKerenと、タイとフィリピンでデイリー・ディールを行うDealKerenの親会社のEnsogoを買収した。 2010年6月に正式に開始されたEnsogoは現在、80万人以上のメンバーを擁している。 Ensogoは、メンバーが2010〜2011年に2500万ドル以上を節約したと主張している。 Ensogoはソーシャルコマースを専門とする国際ベンチャーキャピタルグループリベート・ネットワークスの支援を受けている
[32]
- 2011年8月、リビングソーシャルはTicketMonsterを3億5000万ドルで買収した。 TicketMonsterは、韓国最大のデイリー・ディールサイトの1つであり、年間実績は8億ドルとされている。 2013年11月、リビングソーシャルはTicketMonsterをグルーポンに2億6,000万ドルで売却した。
- 2012年4月、モバイルおよびオンライン注文サービスプロバイダであONOSYSは、リビングソーシャルによって買収された。 ONOSYSは、オハイオ州クリーブランドで運営されており、パパ・ジョンズ・ピザ・インターナショナル、パネラ・ブレッド、アップルビーズ・インターナショナルを含む75のレストランチェーンも運営している[33]。

これらの買収の多くは売却されている。
2016年10月、グルーポンはリビングソーシャルを未公開金額で買収した。 ワシントンポスト紙は、この金額が0ドルだったと後に報じた。 グルーポンは残っている全ての従業員を解雇し始め、リビングソーシャルのD.C.事務所を閉鎖した。